# Arquitectura de Nepal

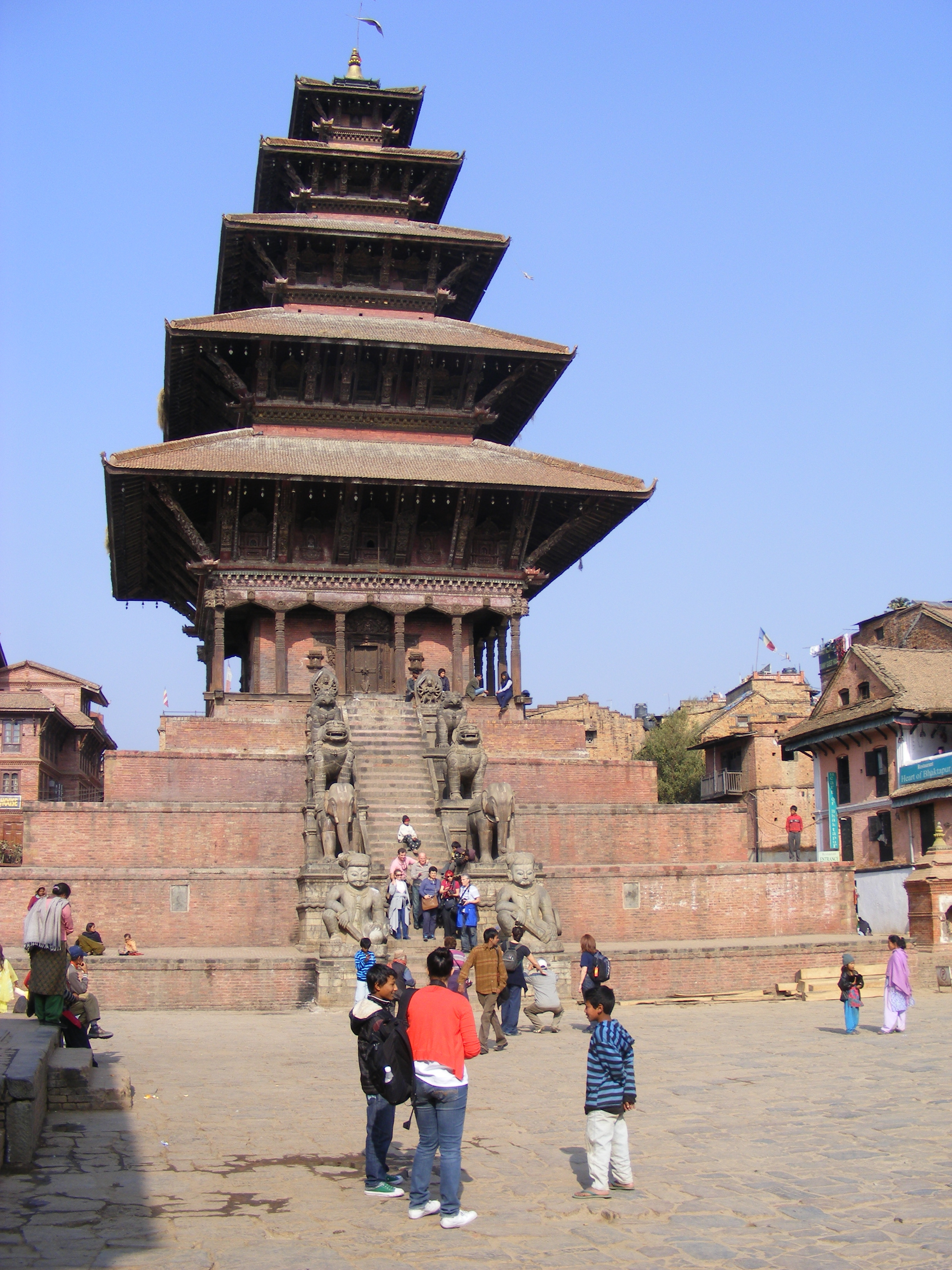
El templo Nyatapola en Bhaktapur construido entre los años 1701 y 1702.

La arquitectura de Nepal se caracteriza por su combinación de enfoques tanto artísticos como prácticos. Situada entre las rutas comerciales de India, el Tíbet y China, las construcciones nepalíes reflejan las influencias de las culturas adyacentes. La pagoda ocupa un lugar destacado en los templos hindús, en contraste con los complejos budistas, que siguen la tradición tibetana de la arquitectura budista y el uso de la estupa. Los estilos mogol, «cumbre» y «cúpula» también se extendieron a lo largo del país. Si bien la influencia más significativa proviene de la arquitectura india, son notables los aportes del pueblo Newa.

## Desarrollo
Nepal presenta una variedad de características arquitectónicas distintivas que están representadas en edificios residenciales, religiosos y públicos. Gran parte de su desarrollo está alineado con las dinastías que gobernaron en un momento determinado. La industrialización global, que ocurrió entre los siglos XVIII y XIX, transformó la mayor parte de modelos de construcción del mundo; sin embargo, Nepal siguió una trayectoria arquitectónica diferente.
Algunos relatos de la historia nepalí se cuentan a través de mitos, el más antiguo de los cuales se remonta a 1558. Uno de ellos describe el desarrollo urbanístico de Katmandú, que narra que había un lago en la población y, originalmente, la gente vivía en las áreas más altas que lo rodeaban. Un día, un «fuego transmitido por un loto» comenzó a brotar de la superficie del lago y el bodhisattva Manjushri usó su espada para dispersar el agua. A partir de este punto, los habitantes descendieron al valle y levantaron allí sus residencias. La creencia local afirma que estas estructuras aún permanecen y que este lugar mítico es el actual Katmandú.

### Dinastía Licchavi
Una de las primeras dinastías registradas en ocupar el poder nepalí fue el reino de Licchavi, que gobernó entre los siglos V y VII. Durante este periodo se erigieron templos como el Shaiva de Pashupati en Deopatan, el templo Vaishnav de Changunarayan y la estupa budista de Swayambhunath. De esta etapa de gobierno no quedan edificios, pero restan muchas esculturas sobrevivientes.

### Dinastía Shah

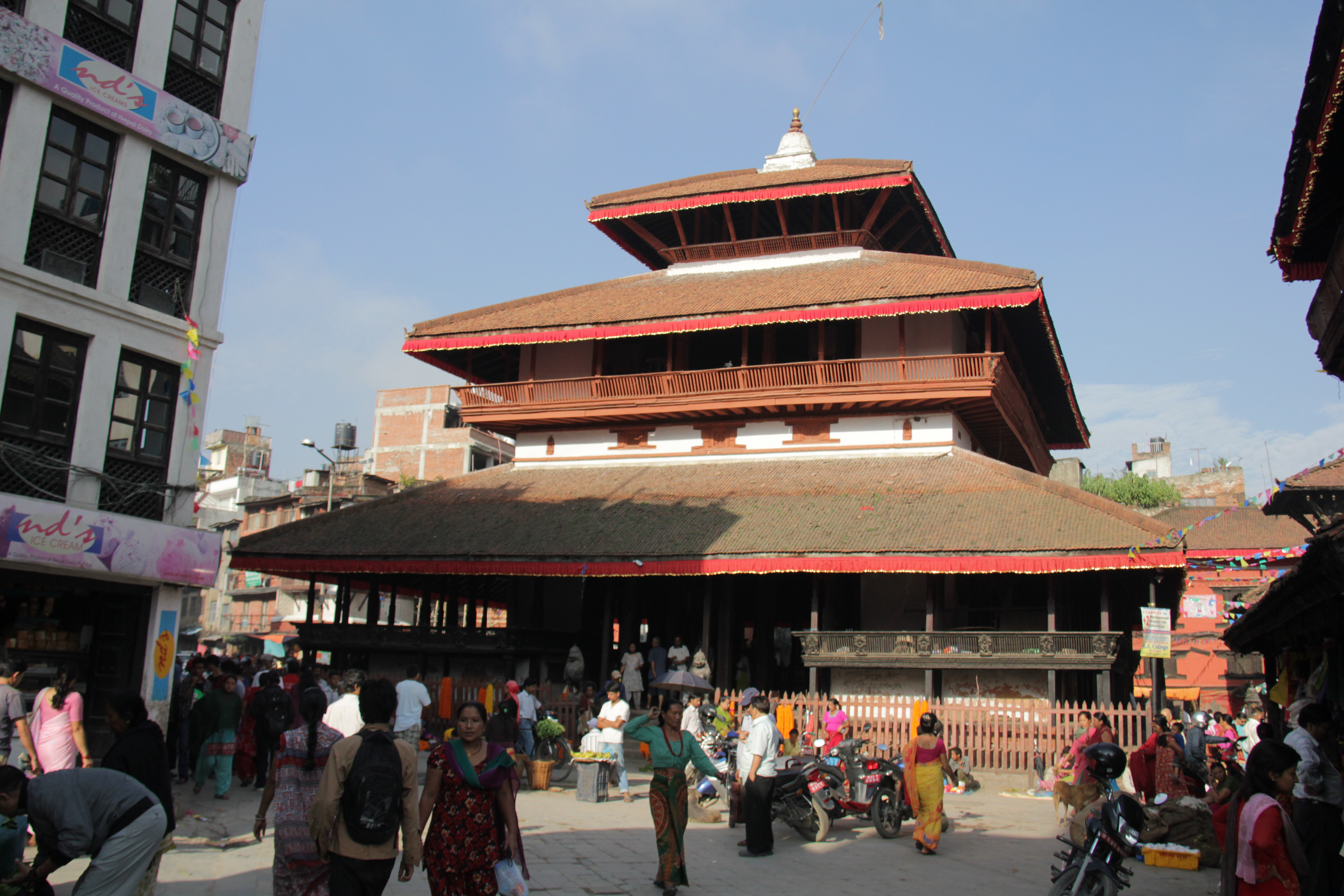
El Kasthamandap, templo hindú en Katmandú.

Desde 1786 en adelante, Nepal entró en su «era moderna»; en el siglo XVIII se erigieron importantes edificios que se conservan en la actualidad, como el Kasthamandap. En 1816, el reino Shah gobernó y la arquitectura del país estuvo fuertemente influenciada por el estilo Newa. Durante el reinado del Sha, se construyeron varios templos, fuentes y otros edificios importantes.

### Dinastía Rana

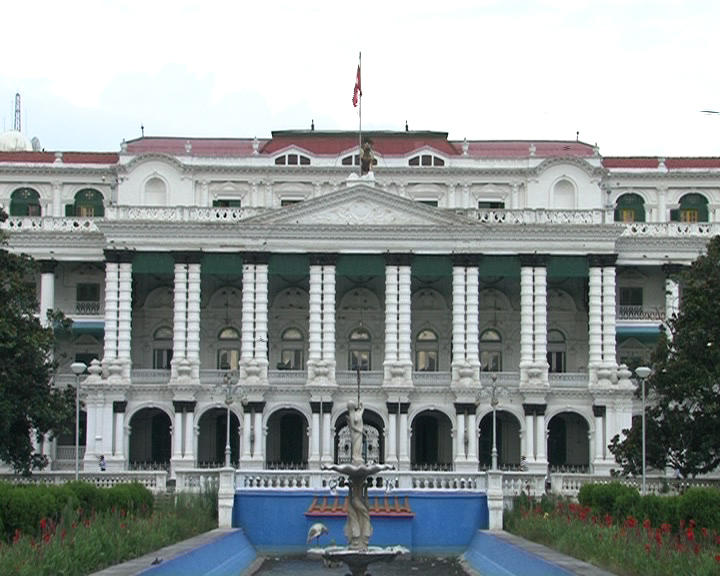
El palacio Singha Durbar, que data de la dinastía Rana y en la actualidad alberga el gobierno del país.

De 1846 a 1951 gobernó la dinastía Rana, que presenció cómo tanto el arte como la arquitectura de Nepal tomaron una gran influencia de las tendencias populares en Europa. Importantes ingresos fiscales de esta etapa se destinaron a la construcción de palacios de estuco. Las mansiones prominentes de la capital estaban adornadas con mesas de mármol, estatuillas de bronce y candelabros. Algunos de los edificios encargados durante este período se convirtieron en hoteles y edificios gubernamentales. También durante la dinastía Rana se levantaron palacios lujosos, algunos de los cuales permanecen hasta la actualidad. Otro desarrollo arquitectónico notable durante este tiempo fue la construcción de las pagodas de los tres templos Newa.

### SigloXXy Edad Contemporánea

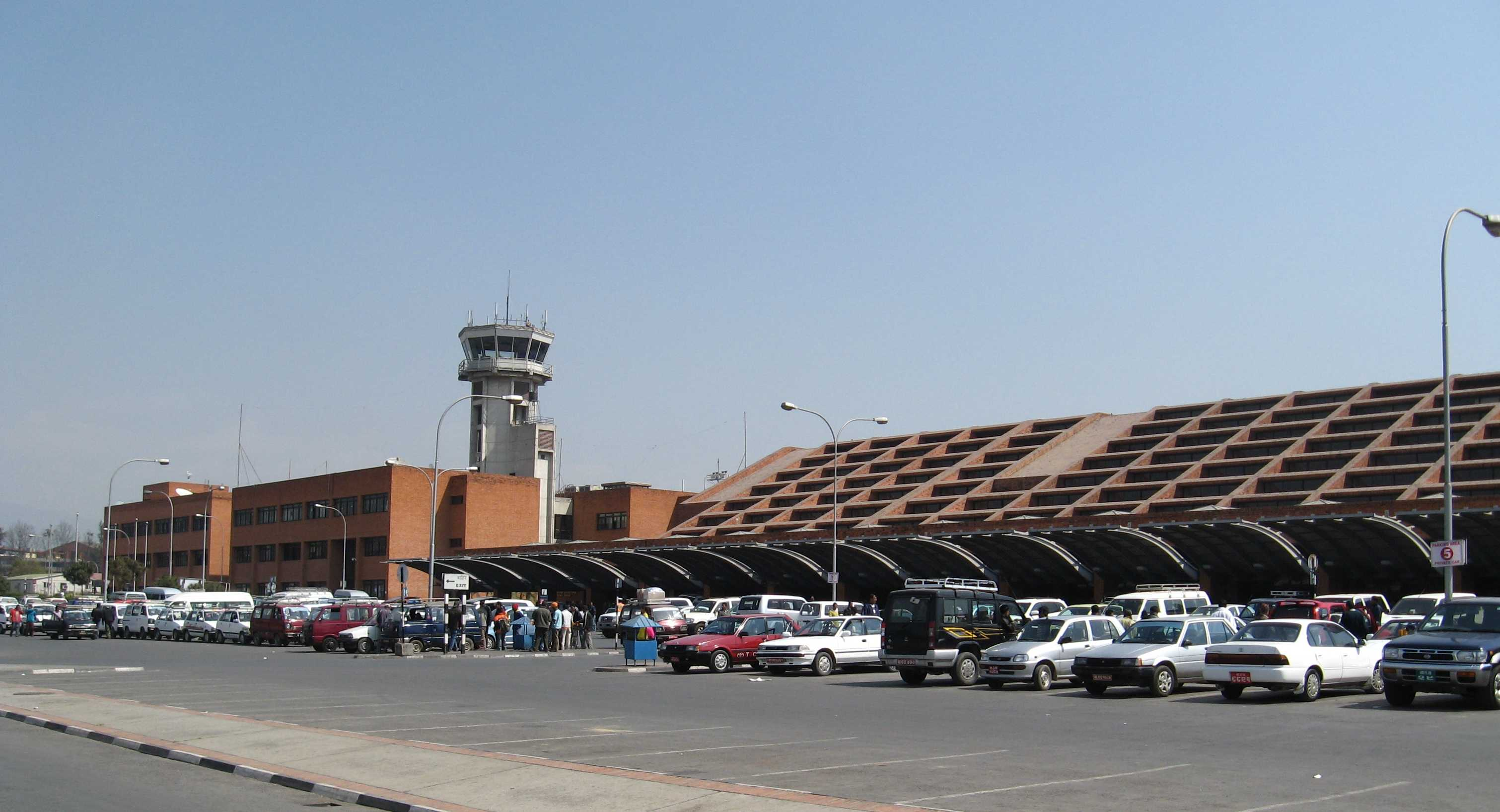
El Aeropuerto Internacional de Katmandú, construido en 1955, ha pasado por varias renovaciones durante las dos primeras décadas del siglo.

Entre el final de la dinastía Rana y la restauración de la democracia en 1990, la arquitectura de Nepal se volvió significativamente más moderna. En 1955, se inauguró el Aeropuerto Internacional de Katmandú y en 1969 se preparó un plan urbanístico oficial para la capital. Además, se construyeron carreteras a gran escala para conectar al país con sus vecinos, y se levantaron grandes estructuras de hormigón en toda la nación.

## Arquitectura residencial
A lo largo de diferentes puntos de la historia se construyeron diferentes tipos de residencias en Nepal. La arquitectura residencial o «vernácula» es vívida y presenta estilos, materiales y patrones variados. La mayor parte de la arquitectura local consiste en viviendas vernáculas y los materiales utilizados para estas residencias se obtienen de las cercanías, como madera, ladrillo, piedra y, en ocasiones, tierra. En el pasado, era común que las residencias tuvieran lujosos tallados en madera en ventanas y balcones. En las últimas décadas, los gobiernos han impulsado la introducción de estructuras residenciales más «contemporáneas», hechas principalmente de hormigón y metal. Sin embargo, el clima y el terreno de Nepal reducen la viabilidad de estos materiales modernos, que resultan costosos para los ciudadanos.

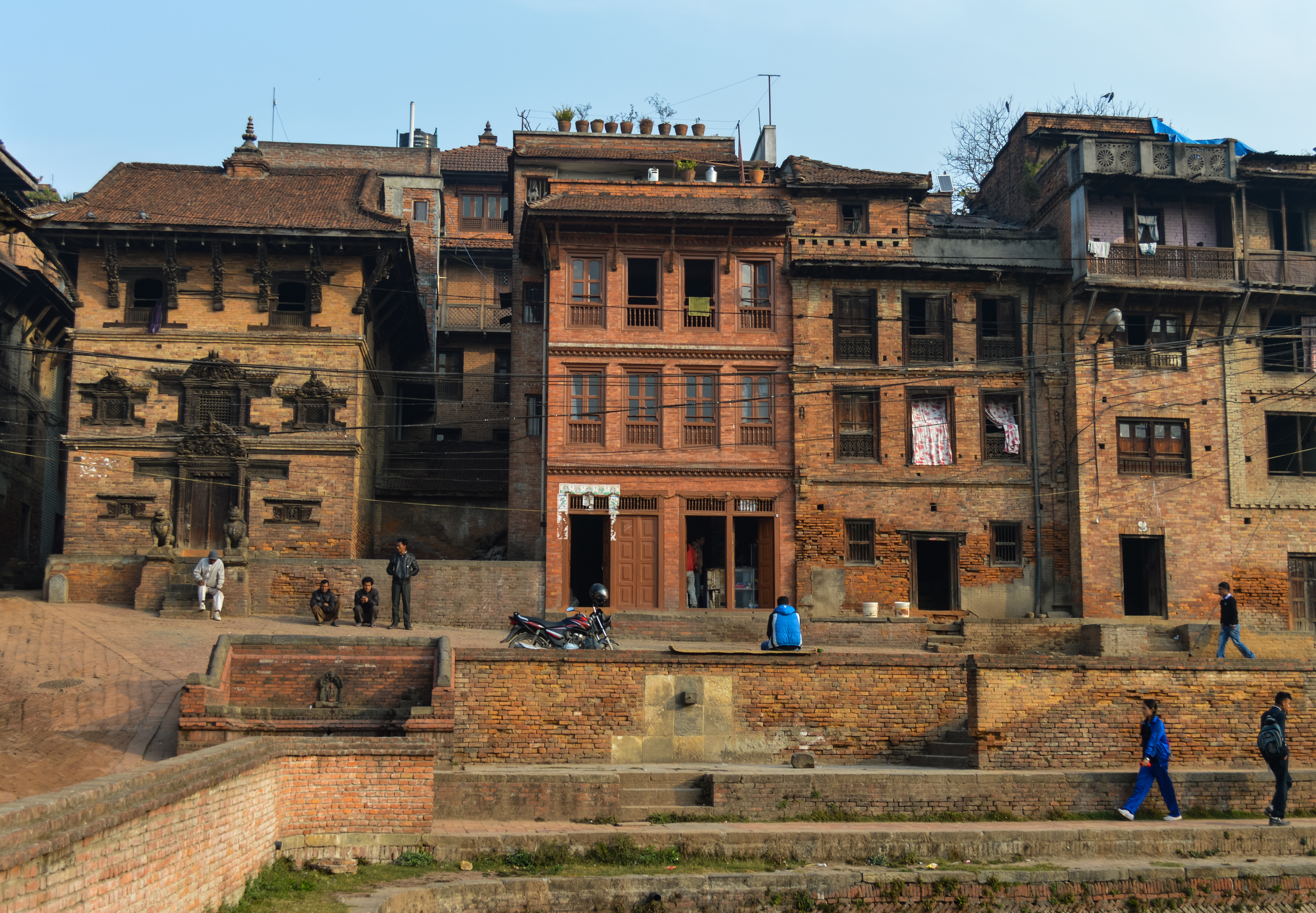
Casas tradicionales de estilo Newa.

Entre los siglos IV y IX se desarrollaron los primeros hogares Newa, construcciones de piedra con motivos decorativos de influencia india. Durante la dinastía Malla (siglo XIII-1769) se utilizó ladrillo, teja y madera, y las residencias presentaban techos inclinados y balcones, con inspiración de la arquitectura tibetana y birmana. La dinastía Shah (1769-1846) continuó con la tendencia del período anterior e incorporó influencias del imperio mogol. El gobierno de los Rana (1846-1951) trajo consigo un período de industrialización y neoclasicismo que se vio reflejado en las residencias, que contaban con ventanas francesas y materiales más modernos como el yeso. Desde 1951 la influencia occidental queda patente en el uso hormigón y ladrillos, y a menudo se levantan casas adosadas y apartamentos.
Debido a los veranos calurosos y secos de Nepal y los inviernos fríos, las viviendas tradicionales están diseñadas arquitectónicamente para hacer frente a este clima. Las casas nepalíes presentan características que les permiten mantener una temperatura agradable en el interior, que incluyen:
- Uso de materiales como la piedra.
- Aleros o voladizos para evitar la exposición excesiva al sol.
- Puertas y ventanas sin vidrio.

### Casas Newa
Las casas tradicionales del pueblo Newa comúnmente constan de tres o cuatro pisos y dan a la calle o a un patio. Estas a veces tienen un escaparate en el lado que da al exterior, y los lados interiores se utilizan como espacios habitables. Algunos de los hogares están conectados en el nivel del ático y este espacio se utiliza para fiestas comunales. Este tipo de construcción emplea principalmente ladrillo rojo, mortero de barro y madera.

### Casas sherpa

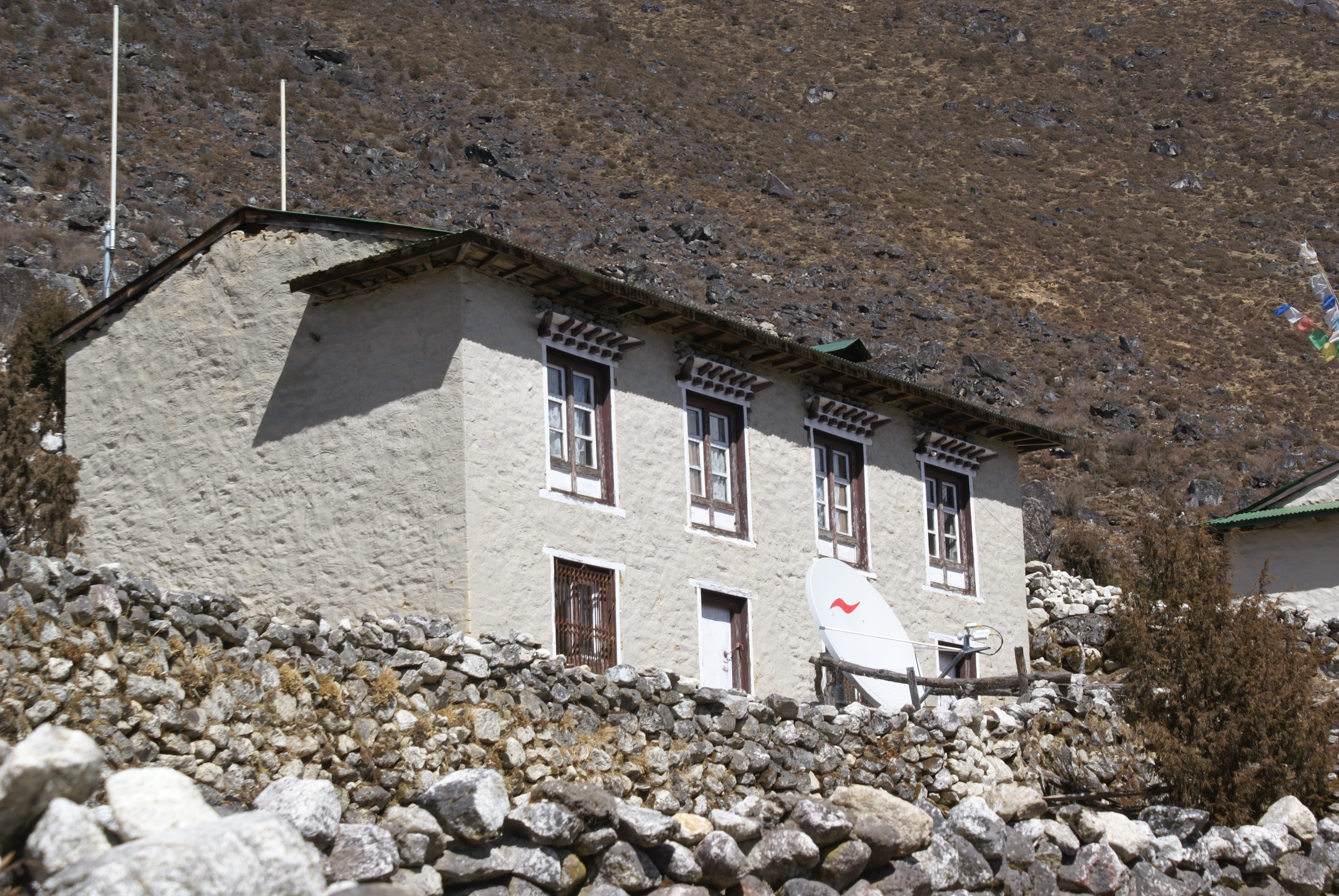
Una residencia sherpa con elementos modernos.

Las residencias de estilo sherpa se encuentran con mayor frecuencia en la región de Khumbu. Estas tienen una forma alargada, dos pisos, un techo rígido y la mayoría presenta una planta baja construida en la colina o pendiente detrás de ella. No tienen puertas, ventanas ni ninguna otra abertura que dé a la parte trasera de la casa, principalmente porque están construidas en una ladera, pero también para evitar la incidencia de la luz solas. Estas construcciones se caracterizan por una estructura sólida, con un muro protector exterior que cubre un marco interior de madera.

## Arquitectura religiosa

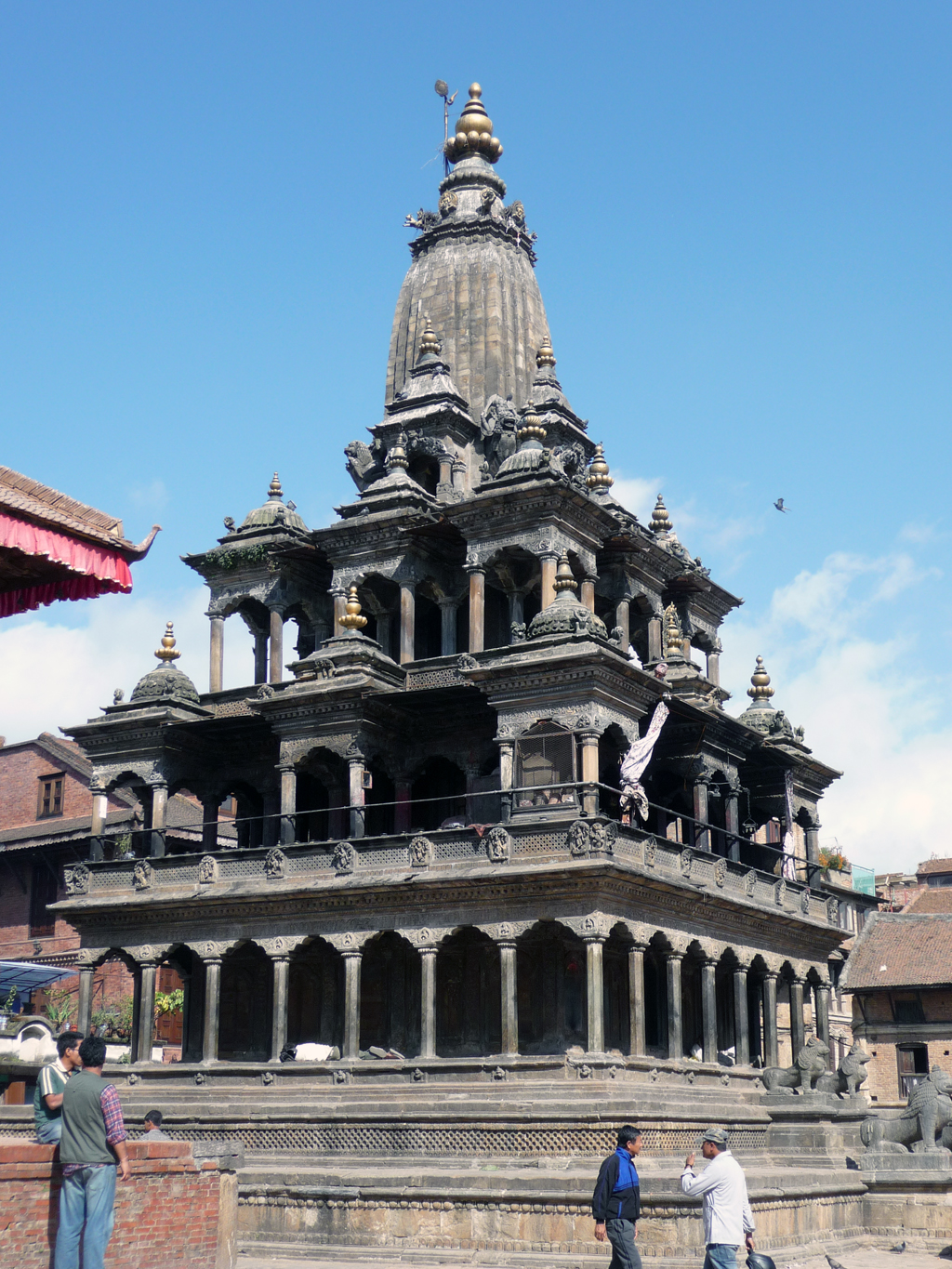
El templo Krishna en Patan.

Los templos en Nepal son predominantemente lugares de culto hindúes. Es común que presenten un techo de pagoda, además de pilares con animales, humanos y deidades importantes representados en ellos, así como puntales de madera tallada para sostener la estructura.
Típicamente, los templos del país están hechos de ladrillo, piedra o madera y, a pesar de algunas diferencias estilísticas, la mayoría de siguen un diseño arquitectónico similar. Por lo general, constan de una sola estructura en el techo o bien varios niveles. En estos techos residen las estatuas de las deidades; esta característica se conoce como mandir. También es común ver estos edificios en un plano de planta cuadrado o rectangular, con uno de los esquemas más comunes basados en el mandala Vastu Purusha. El plano del mandala crea una base para las capas de la pagoda, escalonada según se eleva. Los complejos de planta cuadrada son a menudo de 9x9, con cada cuadrícula reservada para una deidad en particular.

### Estilos
Un estilo popular para los templo es el patrón arquitectónico de Sikhara, que se puede encontrar en el mandir Krishna. Esta construcción involucra entre cinco y nueve capas, que se unen en la cima del edificio para representar la «corona del Himalaya». Cada capa está sostenida por una fila de columnas verticales y en la punta hay decoraciones intrincadas y detalles ornamentados. Es más común es que estas estructuras sean de piedra, aunque hay algunas que son de ladrillo.
Otra tipología habitual es el estilo pagoda Newa. Estos templos presentan entre una y cinco plantas de techos, y están dedicados al budismo o al hinduismo. A menudo son independientes o están adjuntos a otro edificio, como un palacio, y en ciertas ocasiones albergan un patio cerrado. Una de las características más notables que se ven en estos templos son los techos escalonados. La planta suele ser cuadrada, en lo que representa un mandala. También es común que los techos sigan el patrón del piso.

### Estupas

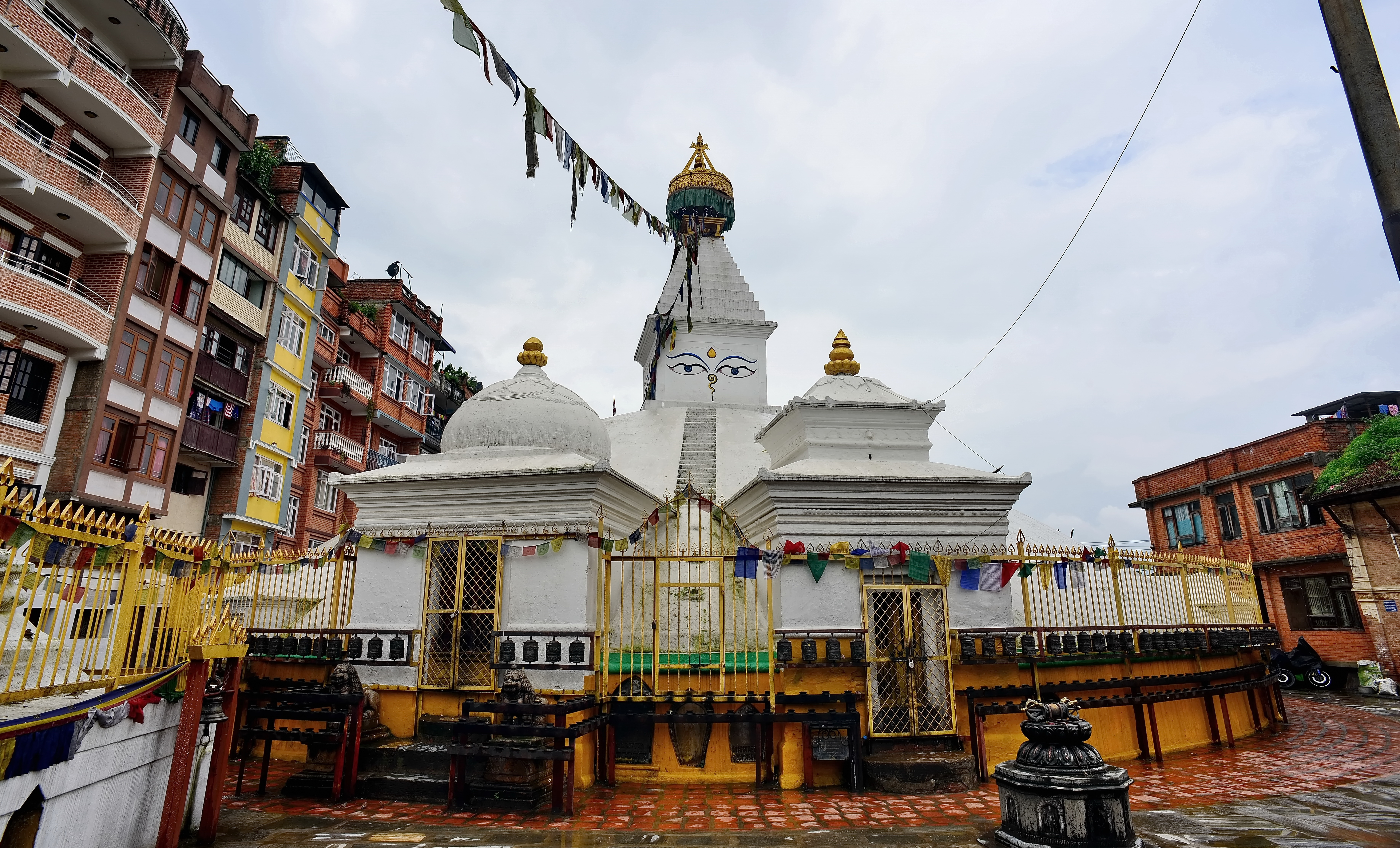
La estupa Ashoka, en el distrito de Lalitpur.

Las estupas son similares a los templos, con estructuras características en forma de cúpula que contienen reliquias, a menudo religiosas. Pueden ser pequeñas construcciones independientes o parte de un complejo más grande. El origen de las estupas se remonta al primer contacto ario con la India alrededor del año 1500 a. C.. Estas se asocian principalmente con el budismo, y se han relacionado con este culto desde sus inicios. El estilo original (una cúpula baja y plana) se ha replicado en las cuatro estupas que marcan las esquinas de Lalitpur, dispuestas de tal forma que señalan los cuatro puntos cardinales y con figuras de Buda que las acompañan. Los elementos más comunes de las estupas en Nepal son el pedestal sobre el que se encuentra la construcción principal, el montículo de la estructura real y la aguja en la parte superior.

## Problemas sísmicos
Debido a la ubicación geográfica de Nepal en una falla importante, el país ha experimentado terremotos severos a lo largo de su historia. La Oficina de Prevención y Recuperación de Crisis del Programa de las Naciones Unidas para el Desarrollo clasificó a Nepal como el undécimo lugar más propenso al riesgo sísmico. Muchas de las estructuras tradicionales han sido destruidas debido a seísmos devastadores, y la mayoría de los derrumbes de edificios se debieron a una integridad estructural deficiente, problemas fundacionales y materiales de mala calidad. Con diferentes diseños estructurales, como muros de tierra densamente compactados, estructuras más bajas y conectores de madera tradicionales, se podría evitar la devastación de muchos edificios. Se han realizado experimentos para probar la durabilidad, la unión y la capacidad general de los materiales para resistir terremotos. Tal experimentación ha investigado el uso de mallas hechas de cáñamo y plásticos reciclados, y muros de carga a base de tierra apisonada. En los últimos treinta años, la construcción con hormigón armado ha aumentado en Nepal, con marcos de este material y paneles de mampostería.
Algunos de los edificios en mayor riesgo son los templos con pagodas restantes de Nepal. Estas estructuras no reforzadas están en riesgo significativo de destrucción por seísmo. La mayoría de estos complejos religiosos son construcciones «sin ingeniería», con diseños y construcciones arquitectónicas simples. Debido a la antigüedad de estos templos, no se tomó en cuenta el refuerzo o la destrucción sísmica en el momento de su construcción.

### Proyectos de restauración
Los proyectos de restauración y rehabilitación se consideran vitales para la arquitectura nepalí, ya que sus estructuras se consideran de gran valor patrimonial mundial. El proyecto House Nepal se centra en la restauración y reconstrucción de estructuras del país. Este se enmarca en el programa ADSIDEO (Proyecto del Centro de Cooperación al Desarrollo de la Universidad Politécnica de Valencia 2018-2020) y trabaja junto a la Abari: Bamboo and Earth Initiative de Nepal. El objetivo principal es crear residencias con una cantidad significativamente menor de madera y garantizar que el material utilizado sea de origen local, barato y ambientalmente sostenible. Esto implica construir casas con paredes de tierra apisonada y estructuralmente sólidas basadas en las técnicas de construcción tradicionales de Nepal. La construcción de las primeras casas comenzó en Dhulikhel en 2020.
Abari: Bamboo and Earth Initiative es otro programa que construye arquitectura que promueve y conmemora los estilos vernáculos. En toda la iniciativa se utilizan materiales tradicionales como la tierra y el bambú. Después del terremoto que asoló Nepal en abril de 2015 y que destruyó cientos de miles de residencias tradicionales, Abari desarrolló una propuesta llamada «Reconstrucción impulsada por los propietarios». Este buscaba incentivar a los dueños de las residencias a implementar soluciones sísmicas en sus viviendas para que resistieran futuros terremotos. Para promoverlo, Abari distribuyó varios manuales para la construcción de casas y escuelas, y el gobierno de Nepal también consideró estas estrategias como parte de la reconstrucción de todo el país.